# Hron
Hron (in ungherese: Garam, in tedesco: Gran, in latino: Granus) è un fiume tributario del Danubio da sinistra, lungo 298 km, ed è il secondo fiume per lunghezza della Slovacchia. Scorre dalla sorgente situata sui Bassi Tatra (sotto Kráľova hoľa) attraverso la Slovacchia centrale e meridionale, immettendosi nel Danubio presso Štúrovo e Esztergom.
Le principali città situate sul fiume Hron sono Brezno, Banská Bystrica, Sliač, Zvolen, Žiar nad Hronom, Žarnovica, Nová Baňa, Tlmače, Levice, Želiezovce e Štúrovo.
Il fiume fu menzionato per la prima volta dall'Imperatore Romano Marco Aurelio nella sua opera  Colloqui con sé stesso, con il nome Granua.